# Proof-of-stake

## Protocolul Proof-of-stake (PoS)
Este o clasă de mecanisme de consens pentru blockchain-uri care funcționează prin selectarea validatorilor proporțional cu cantitatea lor de dețineri în criptomoneda asociată. Acest lucru se face pentru a evita costul de calcul al schemelor de dovezi de lucru. Prima utilizare funcțională a PoS pentru criptomonedă a fost Peercoin în 2012.

### Descriere
Pentru ca o tranzacție blockchain să fie recunoscută, aceasta trebuie să fie atașată la blockchain. În blockchain-ul Proof of Stake, entitățile anexate sunt denumite minters sau validatori (în Proof of Work blockchain această sarcină este îndeplinită de mineri); în majoritatea protocoalelor, validatorii primesc o recompensă pentru acest lucru. Pentru ca blockchain-ul să rămână sigur, trebuie să aibă un mecanism care să împiedice un utilizator sau un grup rău intenționat să preia majoritatea validării. PoS realizează acest lucru solicitând validatorilor să aibă o anumită cantitate de jetoane blockchain, iar potențialii atacatori trebuie să achiziționeze o mare parte din jetoanele de pe blockchain pentru a lansa un atac.

## Atacurile
Vulnerabilitățile suplimentare ale schemelor PoS sunt direct legate de avantajul lor, o cantitate relativ scăzută de calcule care trebuie efectuate în timpul construirii unui blockchain.

### Atacurile la distanță lungă
Cantitatea redusă de putere de calcul implicată permite o clasă de atacuri care înlocuiesc o porțiune neneglijabilă a blockchain-ului principal cu o versiune deturnată. Aceste atacuri sunt numite în literatură sub diferite nume, Long-Range, Alternative History, Alternate History, History Revision, și sunt imposibil de fezabil în schemele PoW din cauza volumului mare de calcule necesare. Etapele incipiente ale unui blockchain sunt mult mai maleabile pentru rescriere, deoarece probabil că au un grup mult mai mic de părți interesate implicat, simplificând coluziunea. Dacă sunt oferite recompense pe bloc și pe tranzacție, grupul rău intenționat poate, de exemplu, să refacă întregul istoric și să colecteze aceste recompense. Este posibil și clasicul atac „Short-Range” (atac de mită) care rescrie doar o mică porțiune de coadă a lanțului.

### Nimic în joc
Deoarece validatorii nu trebuie să cheltuiască o cantitate considerabilă de putere de calcul (și, prin urmare, bani) pe proces, ei sunt predispuși la atacul Nothing-at-Stake: participarea la o validare de succes crește câștigurile validatorului, astfel încât există un stimulent pentru validatori să accepte toate furcile de lanț depuse acestora, crescând astfel șansele de a câștiga taxa de validare. Schemele PoS permit crearea cu costuri reduse de alternative blockchain începând din orice moment al istoriei (simulare fără costuri), transmiterea acestor furci către validatori dornici pune în pericol stabilitatea sistemului. Dacă această situație persistă, poate permite dubla cheltuială, unde un token digital poate fi cheltuit de mai multe ori. Acest lucru poate fi atenuat prin penalizarea validatorilor care validează lanțurile conflictuale ("finalitatea economică") sau prin structurarea recompenselor astfel încât să nu existe un stimulent economic pentru a crea conflicte. 

## Atacul de mită
Atacul de mită, în care atacatorii determină financiar unii validatori să-și aprobe fork-ul blockchain-ului, este îmbunătățit în PoS, deoarece rescrierea unei mari părți a istoriei ar putea permite coluziunea părților interesate, cândva bogate, care nu mai dețin sume semnificative în joc pentru a revendica un necesar majoritar la un moment dat, înapoi în timp, și să crească blockchain-ul alternativ de acolo, o operațiune făcută posibilă de costul scăzut de calcul al adăugării de blocuri în schema PoS.

## Variante

### Definiția „mizei” variază
Definiția exactă a „mizei” variază de la implementare la implementare. De exemplu, unele criptomonede folosesc conceptul de „vârstă a monedelor”, produsul dintre numărul de jetoane cu timpul pe care un singur utilizator le-a deținut, mai degrabă decât doar numărul de jetoane, pentru a defini miza unui validator.

### Dovada delegată a mizei (DPoS)
Sistemele de dovadă a părților delegate separă rolurile părților interesate și ale validatorilor (unele variante nu deleagă?), permițând părților interesate să delege rolul de validare.

## Implementări
Prima implementare funcțională a unei criptomonede cu dovadă de miză a fost Peercoin, introdusă în 2012. Au urmat și alte criptomonede, cum ar fi Blackcoin, Nxt, Cardano și Algorand. Cu toate acestea, începând cu 2017, criptomonedele PoS nu erau încă la fel de utilizate pe scară largă precum criptomonedele cu dovadă de lucru. În septembrie 2022, Ethereum, a doua cea mai mare criptomonedă din lume în 2022, a trecut de la un sistem de dovadă a lucrului la un sistem de mecanism de consens pentru dovada mizei, după mai multe propuneri și unele întârzieri.

## Preocupări

### Securitate
Criticii au susținut că modelul Proof of Stake este mai puțin sigur în comparație cu Proof of Work.

### Centralizare
Criticii au susținut că dovada mizei va conduce probabil ca blockchainul criptomonedei să fie mai centralizat în comparație cu dovada muncii, deoarece sistemul favorizează utilizatorii care au o cantitate mare de criptomonedă, ceea ce, la rândul său, ar putea duce la utilizatorii care au o cantitate mare de criptomonedă să aibă influență majoră asupra managementului și direcției pentru un blockchain cripto.

## Consumul de energie
În 2021, un studiu al Universității din Londra a constatat că, în general, consumul de energie al Bitcoin bazat pe dovezi de lucru a fost de aproximativ o mie de ori mai mare decât cel al celui mai mare consumator de sistem proof-of-stake care a fost studiat chiar și în cel mai mare nivel de condiții favorabile și că majoritatea sistemelor de dovadă a mizei cauzează un consum mai mic de energie în majoritatea configurațiilor. Cercetătorii au remarcat, de asemenea, că consumul de energie pentru proof-of-stake cu sisteme autorizate care au folosit mai puține validatoare au fost mai eficiente decât sistemele fără permisiuni care nu folosesc deloc validatori. De asemenea, nu au putut găsi consumul de energie al unui sistem proof-of-stake la scară largă, deoarece un astfel de sistem nu exista la momentul raportării. 
În ianuarie 2022, vicepreședintele Autorității Europene pentru Valori Mobiliare și Piețe, Erik Thedéen, a cerut UE să interzică modelul proof of work în favoarea modelului proof of stake, din cauza consumului său mai mic de energie.
La 15 septembrie 2022, Ethereum și-a făcut tranziția mecanismului de consens de la proof-of-work la proof-of-stake într-un proces de actualizare cunoscut sub denumirea de „merge”. Acest lucru a redus consumul de energie al Ethereum cu 99%.